# Manuel Ferreira
Manuel Ferreira (22. oktober 1905 – 29. juli 1983) var en argentinsk fodboldspiller (angriber) og -træner.
Han var en del af det argentinske landshold, der vandt sølv ved både OL i 1928 og ved VM i 1930. Begge gange med finalenederlag til Uruguay. I 1929 hjalp han landet til sejr i Copa América.
Ferreira spillede på klubplan primært hos Estudiantes de La Plata. Han var også i to år tilknyttet River Plate. Efter sit karrierestop var han i en kortere periode desuden Estudiantes' træner.

## Titler
Sydamerika-Mesterskabet (Copa América)
- 1929 med Argentina